# Die widerrechtliche Ausübung der Astronomie
Die widerrechtliche Ausübung der Astronomie, auch Maximiliana – Die widerrechtliche Ausübung der Astronomie bzw. Max Ernst – Die widerrechtliche Ausübung der Astronomie, ist ein deutscher Kurzdokumentarfilm von Peter Schamoni aus dem Jahr 1967.

## Handlung
„Er hatte Genie, aber kein Diplom“, so fasst Max Ernst das Schicksal des Amateurastronomen Ernst Wilhelm Leberecht Tempel (1821–1889) zusammen. Max Ernst fand 1960 ein Gedicht Tempels mit dem Titel Der Glöckner, das er rezitierte, während er mit seinem Hund durch die Straßen Seillans’ in Südfrankreich wanderte. Der Maler beauftragte damals den russischen Dadaisten Iliazd, das Leben Tempels zu erforschen. Iliazd schloss zwei Jahre später seine Recherchen ab. Max Ernst fand in Tempel nun eine der interessantesten Persönlichkeiten des 19. Jahrhunderts und widmete ihm sein grafisches Buch Maximiliana. Den gleichen Namen hatte Tempel seinem ersten entdeckten Planeten gegeben, dessen Entdeckung 70 Jahre nach Tempel jedoch ein anderer Astronom für sich beanspruchte. 
Max Ernst erzählt nun den Lebenslauf Tempels, der als Amateurastronom trotz seiner Fähigkeiten in der visuellen Beobachtung immer gering geschätzt wurde, weil er kein Diplom besaß. Er ging nach Venedig und Marseille. Erst spät und auch erst nachdem er Kometen, Planeten und einen Reflexionsnebel in den Plejaden entdeckt hatte, fand er Anstellung bei einer Sternwarte. Als auch seine astronomischen Lithografien zunehmend auf Interesse stießen, kam die Fotografie in Mode und damit eine exaktere Darstellung, als Zeichnungen sie leisten konnten. Tempel beklagte, dass die Kunst des Sehens durch die Technik zunehmend verloren gehe, und starb kurze Zeit später 1889. Max Ernst sieht ein ähnliches Phänomen in der Kunst: Durch die vielen Werke, die die Kunst hervorgebracht hat, ist das direkte, echte Sehen verloren gegangen. Die wenigen, die es noch können, sind die wahren Revolutionäre der Malerei. Parallel zu seiner Darstellung des Lebenslauf Tempels ist Max Ernst bei der Arbeit an seinem Werk Maximiliana zu sehen.

## Produktion
Die widerrechtliche Ausübung der Astronomie ist Max Ernst gewidmet, der nicht nur das Drehbuch mitschrieb, sondern auch als Sprecher im Film fungierte. Weitere Sprecher waren Johannes Schaaf und Rolf Illig.
Der Film erlebte im April 1967 auf den Westdeutschen Kurzfilmtagen Oberhausen seine Premiere und lief am 5. Juli 1967 in den Kinos an.

## Auszeichnungen
Auf den Westdeutschen Kurzfilmtagen in Oberhausen erhielt Die widerrechtliche Ausübung der Astronomie 1967 den Hauptpreis. Ebenfalls 1967 wurde der Film beim Deutschen Filmpreis in der Kategorie „Kurze Kulturfilme“ als beste Produktion mit dem Filmband in Silber ausgezeichnet. Von der Filmbewertungsstelle erhielt er das Prädikat „Besonders wertvoll“.
Die widerrechtliche Ausübung der Astronomie lief 1967 bei den Filmfestspielen von Cannes im Kurzfilm-Wettbewerb um die Goldene Palme.